# Olduvai-szurdok

Olduvai-szurdok 2011

Az Olduvai-szurdok (vagy Olduvai-szakadék) egy meredek oldalú, helyenként 90 méter mély kanyon a kelet-afrikai Tanzánia északi részén, a Szerengeti-síkságtól keletre. A szurdok hossza kb. 45 km és része a Kelet-Afrikán végighúzódó árokrendszernek, a Nagy-hasadékvölgynek (Great Rift Valley). A beszakadást azonban nem közvetlenül a tektonikus mozgások eredményezték, hanem egy nagy földrengés tárta fel.
Szerencsés fekvésének köszönhetően számos híres ősi hominida-leletet (Australopithecus, Homo erectus) és hozzájuk köthető kőeszközt (Olduvai-ipar) találtak a szurdokban. Az úttörő régészeti kutatásokat Louis Leakey angol antropológus kezdte el a szurdokban az 1950-es években, angliai professzorainak tanácsa ellenére. A régészeti kutatások jelenleg is folynak a régióban.
A szerencsés fekvése a következőket jelenti:
- jól megőrizte az ősi csontokat és egyéb maradványokat,
- a maradványok a terület megemelkedése miatt könnyen hozzáférhetővé váltak,
- a vulkáni eredetű kőzetek lehetővé teszik a viszonylag pontos kormeghatározást.